# توروو دوژه
توروو دوژه (به لاتین: Turowo Duże) یک منطقهٔ مسکونی در لهستان است که در Gmina Pisz واقع شده‌است.